# Солоницька
Солоницька — проміжна залізнична станція 4-го класу Полтавської дирекції Південної залізниці на лінії Гребінка — Ромодан між зупинним пунктом Терни (4 км) та станцією Тарнавщина (9 км). Розташована у селі Солониця Лубенського району Полтавської області.

## Історія
Станція відкрита 1901 року, одночасно з відкриттям руху на лінії  Київ — Полтава.
У 1996 році станцію електрифіковано змінним струмом (~25 кВ) в складі дільниці Гребінка — Лубни. Впродовж 1998—1999 років електрифікована дільниця Лубни — Ромодан — Миргород.

## Пасажирське сполучення
На станції зупиняються приміські поїзди напрямку Гребінка — Полтава-Південна — Огульці.